# Augochloropsis batesi
Augochloropsis batesi är en biart som först beskrevs av Cockerell 1900.  Augochloropsis batesi ingår i släktet Augochloropsis och familjen vägbin. Inga underarter finns listade.